# El secreto de Anthony Zimmer
El secreto de Anthony Zimmer es una película francesa de 2005 escrita y dirigida por Jérôme Salle y protagonizada por Sophie Marceau, Yvan Attal y Sami Frey. Rodada principalmente en el sur de Francia, el film trata sobre un criminal muy astuto —perseguido por la policía internacional y la mafia rusa— al que una gran cirugía plástica lo hace irreconocible, incluso a su novia, que lo engatusa para ayudarle como insospechado extraño en un tren.

## Recepción
El secreto de Anthony Zimmer fue estrenada el 27 de april de 2005 en Francia, con buena acogida de la crítica. La recaudación obtenida en la propia Francia e internacionalmente rondó por encima de los seis millones de dólares. Fue el debut como director de Jérôme Salle y recibió por ello una nominación a los Premio César al Mejor Director Novel.

## Sinopsis
Anthony Zimmer es un gran criminal del mundo financiero, especializado en el blanqueo de dinero. Tras una dura operación de cirugía estética, nadie conoce su nueva apariencia, ni la policía, ni la mafia rusa (que busca eliminarle), ni su amante Chiara (Sophie Marceau). Esta última trata de localizarlo a través de los anuncios clasificados del Herald Tribune al tiempo que despista a la policía, fijándose para ello en un desconocido, de la misma talla que Anthony. Así es como François Taillandier (Yvan Attal) se encuentra en medio de una cacería tras el otro hombre que resulta ser la presa.

## Ficha técnica
- Título: Anthony Zimmer
- Dirección y guion: Jérôme Salle
- Fotografía: Denis Rouden
- Música original: Frédéric Talgorn
- Producción: Olivier Delbosc para Alter Films
- País de origen: Francia
- Duración : 90 minutos
- Genre : thriller, policial

## Reparto
| - Sophie Marceau : Chiara Manzoni - Yvan Attal : François Taillandier / Anthony Zimmer - Sami Frey : Akerman - Gilles Lellouche : Müller - Daniel Olbrychski : Nassaiev - Samir Guesmi : Driss - Dimitri Rataud : Perez - Nicky Marbot : aduanero 1 - Olivier Chenevat : aduanero 2 | - Alban Casterman : joven aduanero - Christophe Odent : el presidente de la comisión - Laurent Klug : el hombre discreto - Alain Figlarz : aduanero taxi - Olivier Brocheriou : enfermero del scanner - Frederic Vaysse : el controlador TGV - Aurélien Jegou : el chico joven del Train bleu - Jean-Paul Rouve : un agente de policía en el camión de mudanzas |

## Premios
- 2005 : nominación en los Premios César al Mejor director novel.

## Remake
Esta película tuvo un remake con el título de The Tourist, bajo la dirección de Florian Henckel von Donnersmarck, y protagonizada por Johnny Depp, Angelina Jolie, Paul Bettany, y Timothy Dalton. Rodada a comienzos de 2010 en París, Francia, y estrenada ya para finales del mismo año. A pesar de su buena recaudación y de recibir tres nominaciones a los Globos de Oro  como Mejor Película, Mejor Actor y Mejor Actriz, en su 68.ª edición, el film recibió algunas críticas poco positivas.